# 鄭德美
鄭德美（1955年11月20日—），中華民國陸軍二級上將（退役）、演說家、大學教師，籍貫海南儋縣，為國軍首位籍貫海南島的上將，因待兵為人親切，暱稱為「小美」，陸軍官校47期步科畢業，現任國立清華大學孫立人榮譽講座教授（開授「領導與管理」、「軍制學」兩門課程）、國防院戰略諮委，曾任總統府戰略顧問、國防部副部長、國防大學校長、陸軍副司令、陸軍八軍團指揮官、馬英九總統府侍衛長、陸軍馬防部指揮官、陸軍六軍團副指揮官、陸軍司令部人事處長、陸軍金防部參謀長、陸軍步兵117旅長、陸軍步兵234師特戰700旅長、陸軍官校學指部指揮官等軍職，深諳以色列等國的全球軍事戰略佈局、具有高度國際觀素養，退役後現多在參加學術活動，並經常至全國各校、各單位發表領導統御方面專題演講，被軍中普遍公認是近廿年任內最受到學生歡迎的國防大學校長，也是在前總統馬英九任內任期最長的侍衛長。

## 生平

### 早年生涯
鄭德美出生於臺灣，籍貫海南特別行政區儋縣，陸軍官校47期步兵科畢業、國防大學陸軍指揮參謀學院1989年班（78年班）、國防大學戰爭學院1992年班（81年班）畢業。

### 陸軍馬防部指揮官
2008年10月，陸軍馬防部指揮官鄭德美中將至港灘中隊慰勉到部新兵，勉勵在服役期間要遵守規定、注意安全，善用時間體驗馬祖之美，為自己軍旅生涯留下精采的回憶。
鄭德美指揮官首先代表防區歡迎各位新進弟兄，加入馬防部這個大家庭，剛到馬祖會有些許陌生與不適，相信在各級幹部引領下，每位弟兄將會受到最完善的照顧，在最短時間內進入最佳狀況。
鄭德美指揮官表示，冬天將近，各級幹部應努力使新進弟兄「吃的飽、睡的好、穿的暖」，弟兄們舉凡部隊生活問題，皆可向上級幹部與資深弟兄請益，或向心輔志工與志工媽媽請求給予協助，防區就像一個大家庭，大家應彼此珍惜相處的時光與緣分。
此外，鄭德美指揮官並期勉防區新進弟兄應善用閒暇時間，在服務軍旅期間多閱讀好書，並可利用休假時到連江縣縣立圖書館看書，充實自我內在涵養。
在鍛鍊身體方面，鄭德美指揮官也希望新進弟兄應注重自我體能要求，馬祖是一個好山、好水、好空氣的「海上桃花源」，在如此美好的環境條件下，平時要自我要求體能訓練，在從事任何運動須注意安全，遵從幹部指導，防止運動傷害及危安事件肇生。

### 總統府侍衛長

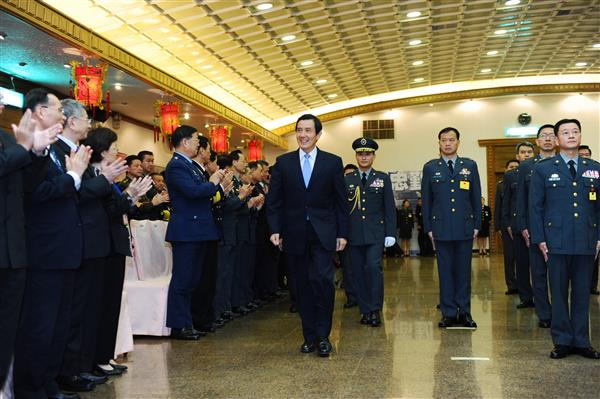
鄭德美中將，總統府侍衛長任內（中央戴大盤帽者）

2009年9月，時任陸軍馬祖防衛指揮部指揮官鄭德美中將接替空軍出身的陳添勝中將出任總統府侍衛長。民主進步黨青年部幹事何志偉指出：「鄭德美體能超棒，且每天都會利用時間唸書，甚至對部隊幹部要求以身做則，規律甚嚴，許多軍官都不敢在體能與本職學能上有所鬆懈，由他接手整頓侍衛特勤體系是極佳的人選。」何志偉：「鄭德美不但對待小兵就像兄弟，體能還非常好，馬總統愛跑步，鄭德美可以陪總統跑多遠都OK。」「遇到他，他會很高興，他會說，嘿！小兄弟你好，非常親切，這麼久，當兵十個月，完全沒有看他情緒起伏很大，我覺得要做侍衛長，EQ的控管是非常重要的。」
6月剛從馬防部退伍的民主進步黨青年部幹事何志偉當兵時，和鄭德美常有互動，手上的這本書還有鄭德美的題字，「每一個人，每一件事，都是一篇生命的文章」，顯示鄭德美對人生積極的態度，字跡工整，似乎也反映出他個性的剛正。何志偉說：「鄭德美帶兵沒架子，但又不失原則，加上體能超好，要陪馬總統跑步，沒在怕的。他體能是非常好的，而且全身很結實，體格非常好，馬總統要跑多遠，他都可以跟他一起跑多遠。」何志偉用激賞來形容他對鄭德美的崇拜，陳添勝中將因為維安人員紀律失控下台，換上治軍嚴謹的鄭德美，整頓特勤風紀，充滿挑戰。
何志偉由於業務關係，常和鄭德美有互動，發現鄭德美每天4、5時起床後騎腳踏車、跑步，維持良好的運動習慣。鄭德美自律甚深、治軍甚嚴，但他說，在自己服役10個月期間，不曾看過鄭德美在公開場合有任何情緒起伏，就算是對軍中弟兄，也總是笑口迎人。由於很多軍官在馬祖的時間都比鄭德美還要長，鄭德美曾私下跟弟兄們開玩笑說，「我應該是你們的學弟才對」；平易近人的鄭德美，和弟兄也能打成一片。由於鄭德美有閱讀習慣，在馬祖軍營內，特別將一棟平房改成圖書館，並向外界募集書籍，讓軍中弟兄也可閱讀，充實自我。在外界關注總統府維安特勤風紀問題之際，由鄭德美出任侍衛長，正是借重他嚴謹的治軍風格。此外，馬總統行程上山下海，尤其接任中國國民黨主席一職後，相關維安任務將會更為繁重，擁有優異體能的鄭德美，自是扛下這分工作的首選。

### 陸軍八軍團指揮官

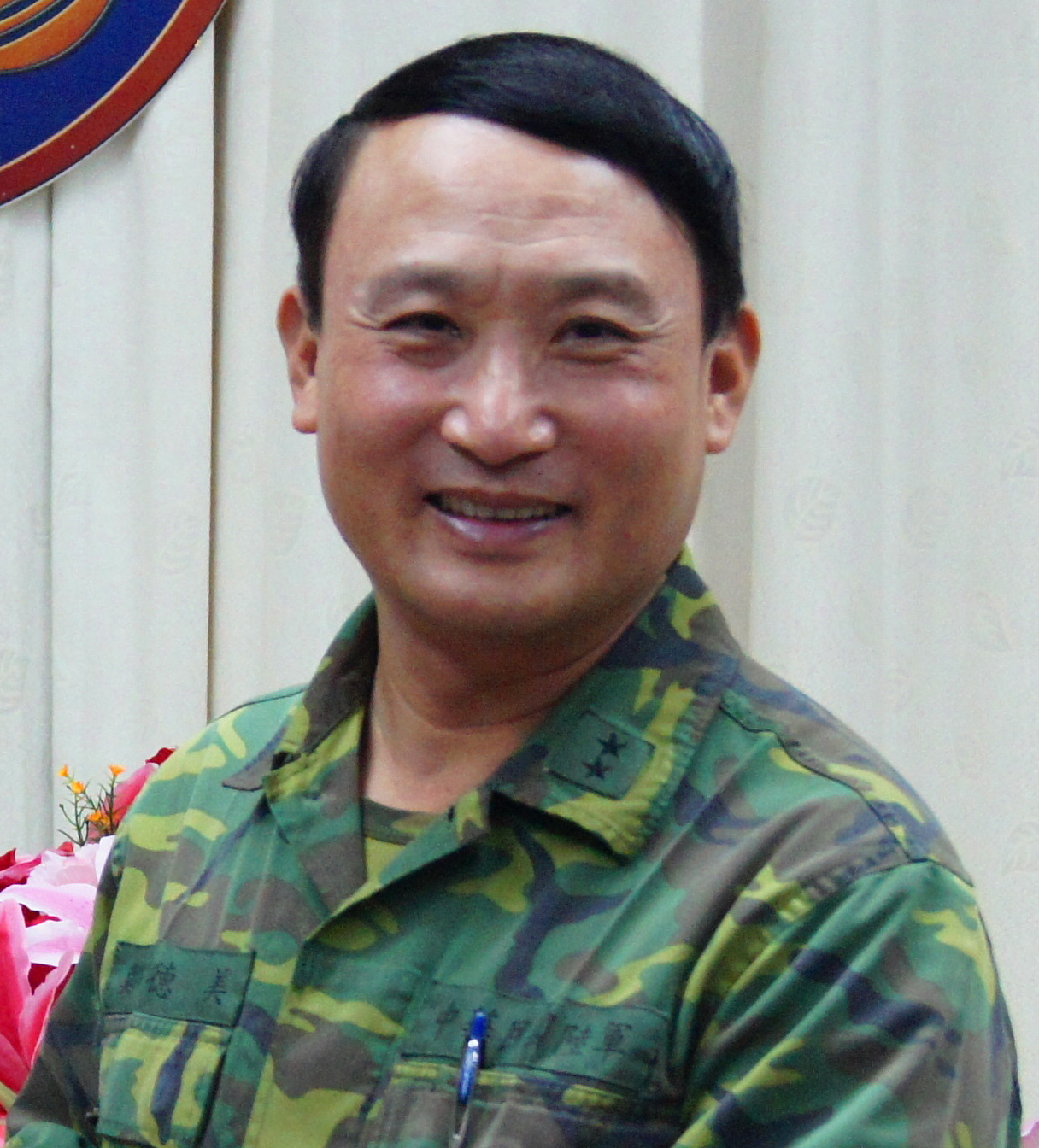
鄭德美中將（陸軍八軍團指揮官任內）

2012年6月，鄭德美卸任總統府侍衛長，並出任陸軍第八軍團指揮部指揮官。國防部官員私下表示，由於氣候變化影響及救災需要，在南臺灣發生重大災害時，歷任陸軍八軍團指揮官必須擔起救災重任，例如：嚴德發上將在擔任八軍團指揮官期間，因多次救災有功，而被形容為「救災將軍」或「活菩薩」，由此可知該軍團指揮官地位的重要性。雖然去年並無颱風實際侵襲臺灣本土，但交通部中央氣象局已預告該年可能會有多個颱風襲擊臺灣，新任陸軍八軍團指揮官鄭德美中將將有一場硬仗要打。

### 陸軍副司令
2014年1月，隨著陸軍司令李翔宙上將升任國防部軍備副部長，鄭德美也在1個月後從陸軍八軍團指揮官升任陸軍副司令。

### 國防大學校長
2014年7月，由於國防部軍備副部長李翔宙上將已在5月5日調任國安局長而成為懸缺，過了2個月仍然無人繼任，這時國防部長嚴明有意由國防大學校長邱國正上將出任國防部軍備副部長，而邱國正的遺缺則正是由鄭德美出任，並在8月1日晉升陸軍二級上將。授階典禮致詞時，總統馬英九嘉勉鄭德美協助督導陸軍的戰備與訓練，且在建軍規劃、備戰演訓、災害防救、教育訓練及後勤整備等，均有前瞻的眼光及宏觀的視野，並發揮陸軍優良的「忠誠」軍風，獲致優異績效，因此調升為國防大學校長，並晉任陸軍二級上將，以表彰渠對國軍建軍備戰的卓越貢獻。

### 國防部軍備副部長

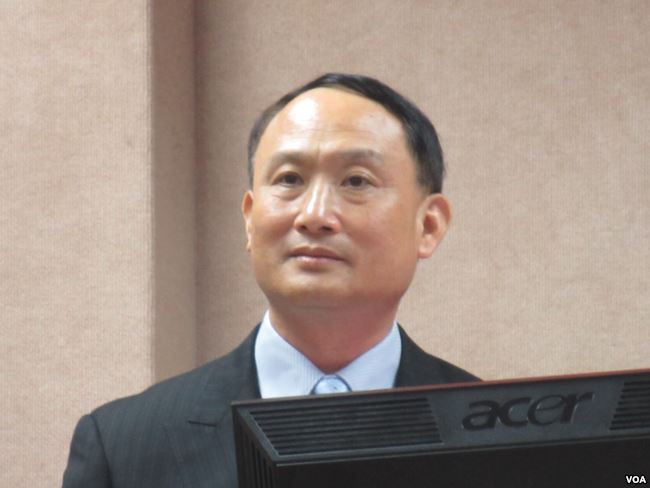
鄭德美於國防部軍備副部長任內，赴立法院外交及國防委員會答詢（2016年5月11日）

#### 接替劉震武上將
2015年11月，由於國防部軍備副部長劉震武上將屆齡退伍，而改由鄭德美繼任，而國防大學校長則是由具有本省人背景的國防部總督察長吳萬教中將繼任，並晉升空軍二級上將。

#### 政黨輪替前夕 民進黨宣布留任
2016年5月19日，準行政院發言人童振源在520前最後一天證實國防部軍備副部長鄭德美上將留任，童也說：「鄭副部長是陸軍上將，擔任副部長期間秉持軍隊國家化的原則，並且肩負政權交接期間重責，各項表現非常值得肯定，所以新政府將借重鄭副部長協助馮世寬部長推動相關業務。」這也代表著鄭德美將比照曾任陳水扁總統府侍衛長的前空軍司令彭勝竹上將一樣繼續留任，而不是像前後備司令余連發上將一樣立刻下臺轉任總統府戰略顧問。

#### 立法院質詢時痛斥共諜
2016年5月4日，國防部軍備副部長鄭德美上將在立法院公開痛斥共諜，並大聲表示：「共諜案我有以下幾點說明，第一點：當軍人忠於國家、忠於百姓，不貪財、不怕死是軍人的基本道理，全世界皆然！」「對少數利慾薰心、對少數這種令人髮指的人員，我國防部全體的官兵一律痛責！罪無可逭！」話一說完馬上獲得臺下立委們的掌聲鼓勵，民進黨立委王定宇聽了更表示說：「我好感動啊！」

#### 駁斥民進黨立委陳亭妃痛批海軍陸戰隊蛙人操練太殘忍
2016年5月11日，民進黨立委陳亭妃指出海軍陸戰隊兩棲偵搜大隊（兩棲蛙人）操練太殘忍，臉書上的照片有海陸蛙兵操練憋氣到流鼻血、綁手綁腳游泳、柏油路上考驗極限，還有48小時沒有充足睡眠，反觀空軍同樣是戰鬥部隊，照片各個英姿挺拔，跟海陸不同，她質問鄭德美，「如果是你，你要為小孩選擇空軍還是海陸？」國防部軍備副部長鄭德美上將聽了不以為然，並表示：「我大兒子也是志願役軍人，他也選擇最艱苦的陸軍金門戰車營。」鄭德美強調：「各軍種都有不同訓練方式，國軍嚴格訓練不是作秀用的，而是展現精實訓練的戰力，戰場上環境比這個嚴格，這都是訓練的一環，他要適應戰場環境可能比流鼻血更嚴重，如果現在不流鼻血、不嚴格訓練，未來可能會流血。」鄭德美也補充，海軍陸戰隊最後要過天堂路，所有他們的親屬都會在旁邊觀看訓練成果，「那個過程是非常感動的。」

#### 不滿國軍將領被質疑身體不健康 鄭德美在立法院彎腰做伸展操
2016年5月12日，民進黨立委羅致政在立法院指出國軍現役將領健康檢查前五大異常項目「低密度膽固醇過高、脂肪肝、肺部結節、胃食道逆流、BMI過高」，他問過部分醫事人員，這就是吃、喝太好、不運動。列席備詢的國防部軍備副部長鄭德美上將聽到後，立即從備詢臺走下來，馬上做了「拉筋」與「彎腰」動作，展現軟Q，證明自己身體很健康；羅追問他有沒有這些問題？鄭笑回說自己有幾個，但有在運動，還作勢比了跑步動作，逗笑了不少臺下的立委。

## 榮譽
於1984年（民國73年）當選「國軍楷模連隊主官」。

### 中华民国勋章奖章
- 三等宝鼎勋章（2017年4月28日于台北总统府颁授[18]）

## 評價
民主進步黨立法委員何志偉時常高調誇讚當兵時的長官：「鄭德美體能超棒，且每天都會利用時間唸書，甚至對部隊幹部要求以身做則，規律甚嚴，許多軍官都不敢在體能與本職學能上有所鬆懈，由他接手整頓侍衛特勤體系是極佳的人選。」「鄭德美不但對待小兵就像兄弟，體能還非常好，馬總統愛跑步，鄭德美可以陪總統跑多遠都OK。」「遇到他，他會很高興，他會說，嘿！小兄弟你好，非常親切，這麼久，當兵十個月，完全沒有看他情緒起伏很大，我覺得要做侍衛長，EQ的控管是非常重要的。」「鄭德美帶兵沒架子，但又不失原則，加上體能超好，要陪馬總統跑步，沒在怕的。他體能是非常好的，而且全身很結實，體格非常好，馬總統要跑多遠，他都可以跟他一起跑多遠。」同時，鄭德美也不忘在何志偉退伍時致贈筆記本，並親筆寫上：「每一個人，每一件事，都是一篇生命的文章」這句話，來說明自己對人生的態度與哲學觀。何志偉更用激賞來形容其對鄭德美的崇拜。